# Església de Sant Francesc d'Assís (Aigües)
L'església parroquial de Sant Francesc d'Assís és un monument de la localitat d'Aigües, a la comarca de l'Alacantí.
El temple és parròquia des de l'any 1755. Compta amb una nau d'aqueix segle mentre que la torre va ser reconstruïda després de la Guerra Civil espanyola
Al seu interior hi destaca el retaule denominat "Visió de Porciúncula", obra atribuïda a Antoni de Villanueva i datada cap a l'any 1770. Està format de dues peces de 3 x 6 metres i va ser donat a la parròquia per la marquesa del Bosch.